# Dußlingen
Dußlingen – miejscowość i gmina w Niemczech, w kraju związkowym Badenia-Wirtembergia, w rejencji Tybinga, w regionie Neckar-Alb, w powiecie Tybinga, wchodzi w skład związku gmin Steinlach-Wiesaz. Leży w Jurze Szwabskiej, nad rzeką Steinlach, ok. 10 km na południe od Tybingi, przy drodze krajowej B27.